# Auf dunklen Schwingen
Auf dunklen Schwingen – drugie wydawnictwo niemieckiego zespołu blackmetalowego Lunar Aurora, wydane w 1996. Sfinansowane zostało ono w całości przez członków zespołu. Istnieją dwie wersje dema, z czego każda ma inną okładkę.

## Lista utworów
1. "Intro" – 01:21
2. "Im Schutz der Nacht" – 7:43
3. "Rebirth of an Ancient Empire" – 9:35
4. "Auf dunklen Schwingen" – 8:18
5. "Through the Corridors of Time" – 8:50

## Twórcy
- Aran - gitara elektryczna, wokale
- Whyrhd - gitara basowa, wokale
- Biil - keyboard
- Nathaniel - perkusja